# Martin Herbst

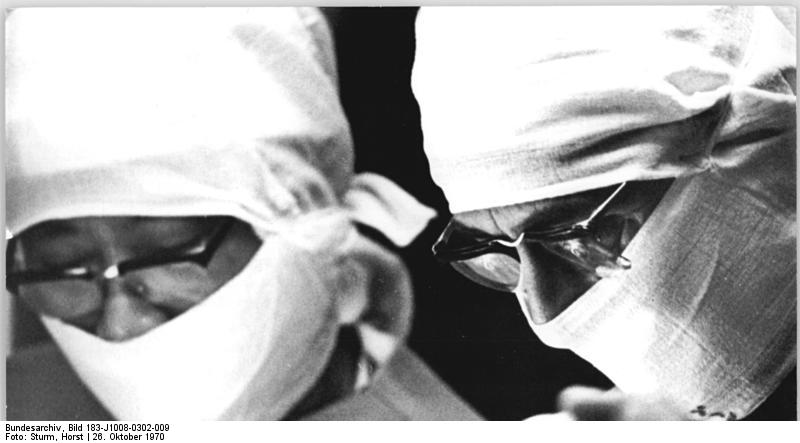
Martin Herbst (rechts) bei einer Herzoperation im Jahr 1970

Martin Herbst (* 19. September 1917 in Seifersdorf (Wachau), Sachsen; † 21. Dezember 2005 in Leipzig) war ein deutscher Arzt und Pionier der Herzchirurgie.

## Leben
Martin Herbst studierte Medizin in Berlin und Würzburg. 1943 promovierte er an der Julius-Maximilians-Universität Würzburg mit der Arbeit „Experimentelle Untersuchungen über den Einfluss von Nikotin auf das Kind in der zweiten Hälfte der Schwangerschaft“. Nach Abschluss seiner Promotion wurde er direkt im März 1943 nach Nordafrika zum deutschen Afrikakorps eingezogen. Acht Wochen später geriet er in britische Kriegsgefangenschaft, aus der er 1947 entlassen wurde.
Zunächst war er bis 1950 im Stadtkrankenhaus Limbach (Sachsen) tätig, machte anschließend seine Facharztausbildung zum Chirurgen an der Universität Leipzig. 1957 habilitierte er sich dort mit der Arbeit „Shunt-Operation des Fallot'schen Symptomen-Komplexes mit homoioplastischen Arterientransplantaten“ und war zunächst als Privatdozent tätig. Seine 1961 erfolgte Ernennung zum ersten Ordinarius für Herz- und Gefäßchirurgie und die Einrichtung einer separaten Klinik schufen die weiteren Voraussetzungen, um Operationen mit Hilfe der neu eingesetzten Herz-Lungen-Maschine zu erproben und in die klinische Praxis zu überführen. Bis 1982 bekleidete er das Amt des Direktors der Klinik für Herz- und Gefäßchirurgie der Universität Leipzig.
Herbst wurde wegen seiner Verdienste, welche er mit Ausbau der Klinik für Herz- und Gefäßchirurgie als erste ihrer Art in Europa maßgeblich gestaltete, zum Ehrensenator der Universität Leipzig ausgezeichnet.